# جيم ويل
جيم ويل (بالإنجليزية: James Will)‏ (7 أكتوبر 1972 في المملكة المتحدة - ) هو لاعب كرة قدم بريطاني في مركز حراسة المرمى. شارك مع منتخب اسكتلندا تحت 21 سنة لكرة القدم. أما مع النوادي، فقد لعب مع دونفرملين أثلتيك وشيفيلد يونايتد ونادي أرسنال وTurriff United F.C. ‏ وDeveronvale F.C. ‏ ونادي بيترهيد ‏.